# Cornelius Bormann

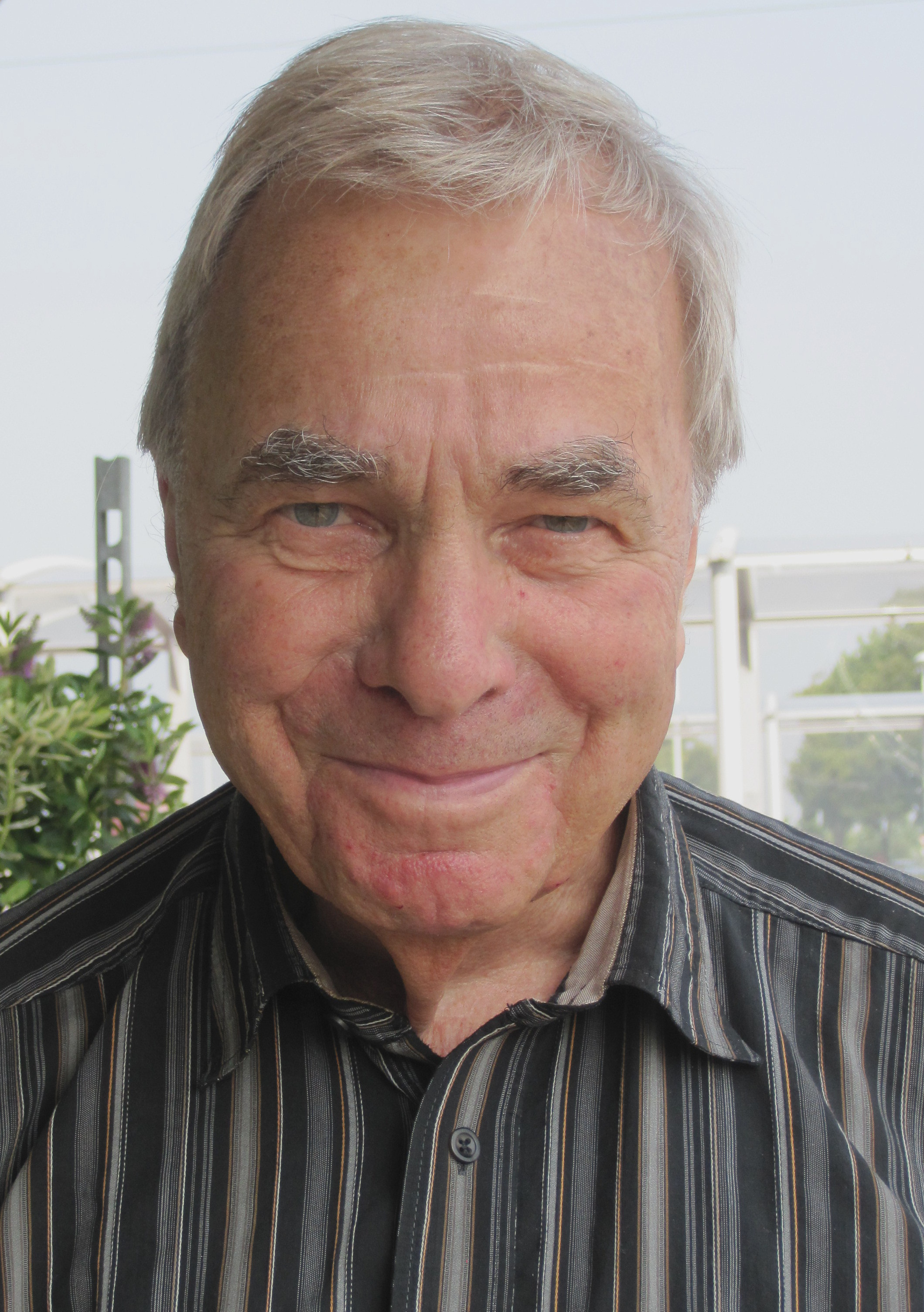
Cornelius Bormann

Cornelius Bormann (* 21. Januar 1939 in Berlin; † 19. März 2025 in Erftstadt) war ein deutscher Rundfunk- und Fernsehjournalist des WDR. Nach seiner Pensionierung engagierte er sich im kulturellen Bereich und als Autor historischer Forschungen.

## Ausbildung
Nach dem Besuch des humanistischen Alten Gymnasiums in Oldenburg studierte er zunächst Germanistik und Geschichte und dann evangelische Theologie an den Universitäten Hamburg und Bonn, darunter 1963 ein Semester als Stipendiat der Studienstiftung des deutschen Volkes an der Hebräischen Universität Jerusalem. Nach dem Ersten Theologischen Examen vor der Kommission der Evangelisch-Lutherischen Kirche im Hamburgischen Staate 1965 konnte er seinen Berufswunsch Journalismus verwirklichen. Im Ruhestand nahm er die Theologie wieder auf und promovierte 2014 in Bonn bei Andreas Pangritz über Dietrich Bonhoeffer.

## WDR-Journalist
Seiner Ausbildung gemäß begann er zunächst bei der Redaktion des Kirchenfunks des WDR-Hörfunks 1965–1969 und war dann 1969–1973 Korrespondent im WDR-Studio Düsseldorf. Er blieb dem WDR sein ganzes Berufsleben verbunden und machte Karriere weiter als Parlamentskorrespondent in Bonn 1973–1980, dazwischen, 1974–1975, war er abgeordnet im Rahmen der deutschen Entwicklungshilfe an die Fernsehausbildungsstätte des Indonesischen Fernsehens (Televisi Republik Indonesia) in Jakarta, Indonesien. Von April 1979 bis September 1980 war er wechselweise Moderator der Tagesthemen. Westafrikakorrespondent und Korrespondent in Washington, USA, war er danach für jeweils zwei Jahre, um dann 1984–1991 Leiter des Hörfunk- und Fernsehstudios Düsseldorf und schließlich 1991–1998 Chefredakteur für Nordrhein-Westfalen des WDR-Fernsehens zu werden, wo er die Lokalberichterstattung in den verschiedenen nordrhein-westfälischen WDR-Studios beträchtlich ausbaute. Seine Laufbahn schloss mit seiner Tätigkeit als ARD-Korrespondent in Polen 1998–2001.

## Autor
Kontakte und Erfahrungen aus diesen Tätigkeiten schlugen sich in einigen Büchern nieder, die von der Kritik besonders gelobt werden. So wurde seine Biographie über Johannes Rau von 1999 von diesem selbst als beste Arbeit über ihn eingestuft. Sein Buch über Polen erschien 2004. Zuvor hat er bereits 1992 mit seiner Frau ein Buch über jüdische Schicksale in seiner Wohnstadt geschrieben. Seine Dissertation über Dietrich Bonhoeffer, trägt den Titel: Jesus Christus und die mündige Welt, Dietrich Bonhoeffers Briefe und Aufzeichnungen aus der Haft vor dem Hintergrund seiner erinnerten Jugendzeit. Sie wurde 2015 veröffentlicht.

## Kultur und Soziales
Bormann sah sich als Teil des kulturellen und sozialen Lebens an seinem Wohnort. Er arbeitete mit in der Redaktion der Erftstädter Jahrbücher, gründete mit anderen an Kunst und Kultur Interessierten 2008 den Verein Kulturhaus Erftstadt, zu dessen Vorsitzenden er gewählt wurde. Ein Ziel ist, auch real ein Haus für kulturelle Aktivitäten zu schaffen. Aktuell gab der Verein das Buch „Künstlerinnen und Künstler Erftstadt 2011“ heraus. Sozial engagierte sich Bormann im Vorstand des Fördervereins Marienhospital Frauental.

## Ehrungen
2008 ehrte ihn seine Stadt mit der Carl-Schurz-Medaille für sein Engagement in der Stadt.

## Familie
Cornelius Bormann war seit 1963 mit der Kunsthistorikerin Heidi, geborene Pratje, verheiratet und wohnte in Erftstadt-Lechenich. Aus der Ehe stammen zwei Töchter.

## Werke
- mit Erhard Eppler: Offensive ohne Waffen: Entwicklungshilfe, Teil e. neuen Friedensstrategie.  Jugenddienst-Verlag, Wuppertal 1968.
- Der Stellenwert lokaler Hörfunk- und Fernsehangebote aus Sicht des Westdeutschen Rundfunks. Institut für Rundfunkökonomie, Köln 1996, ISBN 3-930788-47-0.
- Ein Stück menschlicher: Johannes Rau – die Biografie. Hammer Verlag, Wuppertal 1999, ISBN 3-87294-828-8.
- Polen – unser Nachbar. Der Adler mit der Frau im Herzen. Verlag Hentrich & Hentrich, Teetz 2004, ISBN 3-933471-63-X.
- Mit Heidi Bormann: Heimat an der Erft, Die Landjuden in den Synagogengemeinden Gymnich, Friesheim und Lechenich. Hrsg. Stadt Erftstadt, 1992, ISBN 3-9802650-3-X.